# Sigmen, Burgas
Sigmen (în bulgară Сигмен) este un sat în comuna Karnobat, regiunea Burgas,  Bulgaria. 

## Demografie
Componența etnică a satului Sigmen
     Bulgari (53,92%)
     Romi (2,61%)
     Nicio identificare (43,45%)
     Altele (0%)
La recensământul din 2011, populația satului Sigmen era de 191 locuitori. Din punct de vedere etnic, majoritatea locuitorilor (53,92%) erau bulgari, cu o minoritate de romi (2,61%). Pentru 43,45% din locuitori nu este cunoscută apartenența etnică.